# البطولة الوطنية للرأس الأخضر 2016
البطولة الوطنية للرأس الأخضر 2016 (بالبرتغالية: Campeonato Cabo-Verdiano de Futebol de 2016‏) هو الموسم 36 من البطولة الوطنية للرأس الأخضر. كان عدد الأندية المشاركة فيه 12، وفاز فيه CS Mindelense ‏.